# ایسولا دی آستی
ایسولا دی آستی (به ایتالیایی: Isola d'Asti) یک کومونه در ایتالیا است که در استان آسته واقع شده‌است.

## خصوصیات
ایسولا دی آستی ۱۳٫۶ کیلومترمربع مساحت و ۲٬۱۱۶ نفر جمعیت دارد.